# Florin Curta
Florin Curta (15 gennaio 1965) è un archeologo e storico statunitense nato in Romania; è professore di storia e archeologia medievale presso l'Università della Florida.

## Biografia
Curta si è specializzato nel campo della storia dei Balcani ed è professore di storia medievale e archeologia presso l'Università della Florida a Gainesville, in Florida. Il primo libro di Curta, The Making of the Slavs. History and Archaeology of the Lower Danube Region, A.D. 500-700, è stato candidato nel 2002 per il Choice Outstanding Academic Title e vinse il premio Herbert Baxter Adams da parte dell'American Historical Association nel 2003. Curta è il caporedattore della serie della casa editrice Brill East Central and Eastern Europe in the Middle Ages, 450-1450. Rientra tra i membri dell'Institute for Advanced Study, della School of Historical Studies, dell'Università di Princeton (primavera 2007) ed è stato visiting fellow del Corpus Christi College (2015). Si dichiara di fede ortodossa.

## Teorie e critiche
Ispirato da Reinhard Wenskus e dalla Scuola di Storia di Vienna, Curta è noto per il suo utilizzo dell'approccio post-processuale e post-strutturalista nello spiegare l'etnogenesi e le migrazioni degli Slavi; il suo approccio si pone in contrasto con la visione storiografica tradizionale e l'approccio, da lui ritenuto semplicistico, storico-culturale adottato in ambito archeologico. Curta si oppone alle teorie secondo cui gli Slavi si sarebbero sparsi per l'Europa orientale e centrale partendo da un luogo specifico, il cosiddetto Urheimat, e nega l'esistenza dello stesso. Il suo lavoro rifiuta l'idea delle lingue slave come elemento unificante degli Slavi e non ritiene la cultura di Praga la prova archeologica inoppugnabile dell'esistenza dei Protoslavi. Dal canto suo, Curta vede nell'etnogenesi slava «un processo di auto-rappresentazione» e avanza perciò un'ipotesi alternativa, ritenendo che le singole tribù slave compresero la necessità di una migliore organizzazione politica e militare e iniziarono a interagire tra di loro per via dei fattori esterni, ovvero la minaccia costituita dall'«irrigidimento del limes romano-danubiano attuato dall'imperatore bizantino Giustiniano tramite il potenziamento del sistema difensivo  e in gran parte ultimato nel 554». Le congetture di Curta sono state accolte con sostanziale disaccordo e «severe critiche sia in generale sia nei dettagli» da altri archeologi, storici, linguisti ed etnologi. I giudizi negativi si sono concentrati sull'arbitraria selezione di Curta di dati e siti di interesse storico e archeologico, oltre che sulle interpretazioni cronologiche, ritenute pre-concettualmente volte a sostenere le sue conclusioni e non esaustive per spiegare l'affermazione e il processo di espansione degli Slavi e della cultura slava. I punti dolenti delle analisi di Curta hanno riguardato pure la sua selezione delle fonti, in quanto essa è stata ritenuta parziale e strumentale per avvalorare la sua teoria, ritenuta traballante quando spiega la diffusione delle lingue slave nell'Europa centro-orientale. Ad ogni modo, il lavoro di Curta ha acceso un nuovo dibattito scientifico e ha trovato il sostegno da parte di quegli autori che adoperano un approccio simile, come Walter Pohl e Danijel Dzino.

## Opere

### Pubblicazioni parziali
- (EN) Florin Curta, Making an Early Medieval Ethnie: The Case of the Early Slavs (Sixth to Seventh Century A.D.), Kalamazoo, Western Michigan University, 1998.
- (EN) Florin Curta, The Making of the Slavs: History and Archaeology of the Lower Danube Region, c. 500–700, Cambridge, Cambridge University Press, 2001, ISBN 978-11-39-42888-0.
- (EN) Florin Curta, Limes and Cross: The Religious Dimension of the Sixth-century Danube Frontier of the Early Byzantine Empire, in Старинар, vol. 51, 2001,  pp. 45-70.
- (EN) Florin Curta, Southeastern Europe in the Middle Ages, 500-1250, Cambridge, Cambridge University Press, 2006, ISBN 978-0-511-81563-8.
- (EN) Florin Curta, The Edinburgh History of the Greeks, c. 500 to 1050: The Early Middle Ages, Edimburgo, Edinburgh University Press, 2011.
- (EN) Florin Curta, Eastern Europe in the Middle Ages (500-1300), BRILL, 2019, ISBN 978-90-04-39519-0.
- (EN) Florin Curta, Slavs in the Making: History, Linguistics, and Archaeology in Eastern Europe (ca. 500-ca. 700), Londra, Routledge, 2020.

### Volumi editi
- (EN) Ann Arbor, East Central & Eastern Europe in the Early Middle Ages, University of Michigan Press, 2005.
- (EN) Borders, Barriers, and Ethnogenesis. Frontiers in Late Antiquity and the Middle Ages, Turnhout, Brepols, 2005.
- (EN) The other Europe in the Middle Ages. Avars, Bulgars, Khazars, and Cumans, Leida-Boston, Brill, 2008.
- (EN) Neglected Barbarians, Turnhout, Brepols, 2011.
- (EN) Bogdan-Petru Maleon, The Steppe Lands and the World Beyond Them. Studies in Honor of Victor Spinei on his 70th Birthday, Iași, Editura Universității "Alexandru Ioan Cuza", 2013.